# Miles McBride
Miles James McBride (Cincinnati, Ohio, 8 de septiembre de 2000) es un jugador de baloncesto estadounidense que pertenece a la plantilla de los New York Knicks de la NBA. Con 1,85 metros de estatura, juega en la posición de base.

## Trayectoria deportiva

### Universidad
Jugó dos temporadas con los Mountaineers de la Universidad de Virginia Occidental, en las que promedió 12,6 puntos, 3,1 rebotes, 3,3 asistencias y 1,5 robos de balón por partido. En su primera temporada fue incluido en el mejor quinteto freshman de la Big 12 Conference, tras promediar 9,2 puntos, 2,4 rebotes y 1,8 asistencias por encuentro.
Ya en su segunda temporada, en el partido de primera ronda del Torneo de la NCAA de 2021 consiguió su récord de anotación con 30 puntos, a los que añadió 6 rebotes y 6 asistencias en la victoria ante Morehead State por 84-67. Acabó promediando 15,9 puntos, 4,8 asistencias, 3,9 rebotes y 1,9 robos de balón, siendo incluido en el segundo mejor quinteto de la conferencia. El 2 de abril de 2021 se declaró elegible para el draft de la NBA, aunque mantuvo su elegibilidad universitaria, aunque finalmente en el mes de julio contrató a un agente, cerrando definitivamente la puerta a su regreso a la universidad.

#### Estadísticas
| Año     | Equipo        | PJ | PT | MPP  | %TC  | %3P  | %TL  | RPP | APP | ROB | TPP | PPP  |
| ------- | ------------- | -- | -- | ---- | ---- | ---- | ---- | --- | --- | --- | --- | ---- |
| 2019–20 | West Virginia | 31 | 2  | 22.2 | .402 | .304 | .747 | 2.4 | 1.8 | 1.1 | .5  | 9.5  |
| 2020–21 | West Virginia | 29 | 28 | 34.2 | .431 | .414 | .813 | 3.9 | 4.8 | 1.9 | .3  | 15.9 |
| Total   | Total         | 60 | 30 | 28.0 | .419 | .368 | .785 | 3.1 | 3.3 | 1.5 | .4  | 12.6 |

### Profesional
Fue elegido en la trigésimo sexta posición del Draft de la NBA de 2021 por los Oklahoma City Thunder. Posteriormente, fue traspasado a los New York Knicks, con quienes firmó contrato el 6 de agosto. Debutó en la NBA el 24 de octubre de 2021 y esa temporada disputó 40 encuentros con el primer equipo, 2 de ellos como titular, pero también alternó partidos con los Westchester Knicks de la G League.
En su segunda temporada disputó 64 encuentros con el primer equipo, 2 de ellos como titular, alternando también encuentros con los Westchester Knicks. También disputó 8 encuentros de playoffs.
Durante su tercer año con los Knicks, consigue una extensión de contrato por tres temporadas y $13 millones.

## Estadísticas de su carrera en la NBA

### Temporada regular
| Año     | Equipo   | PJ  | PT | MPP  | %TC  | %3P  | %TL  | RPP | APP | ROB | TPP | PPP |
| ------- | -------- | --- | -- | ---- | ---- | ---- | ---- | --- | --- | --- | --- | --- |
| 2021-22 | New York | 40  | 2  | 9.3  | .296 | .250 | .667 | 1.1 | 1.0 | .4  | .0  | 2.2 |
| 2022-23 | New York | 64  | 2  | 11.9 | .358 | .299 | .667 | .8  | 1.1 | .6  | .1  | 3.5 |
| 2023-24 | New York | 68  | 14 | 19.5 | .452 | .410 | .860 | 1.5 | 1.7 | .7  | .1  | 8.3 |
| 2024-25 | New York | 64  | 10 | 24.9 | .406 | .369 | .813 | 2.5 | 2.9 | 1.0 | .3  | 9.5 |
| Total   | Total    | 236 | 28 | 17.2 | .405 | .360 | .780 | 1.5 | 1.8 | .7  | .1  | 6.3 |

### Playoffs
| Año   | Equipo   | PJ | PT | MPP  | %TC  | %3P  | %TL  | RPP | APP | ROB | TPP | PPP  |
| ----- | -------- | -- | -- | ---- | ---- | ---- | ---- | --- | --- | --- | --- | ---- |
| 2023  | New York | 8  | 0  | 2.5  | .250 | .333 | —    | .3  | .1  | .0  | .1  | .4   |
| 2024  | New York | 13 | 2  | 26.7 | .435 | .368 | .833 | 2.2 | 1.9 | .5  | .2  | 11.0 |
| 2025  | New York | 18 | 0  | 18.9 | .378 | .373 | .824 | 1.2 | 1.0 | .4  | .1  | 5.8  |
| Total | Total    | 39 | 2  | 18.2 | .408 | .369 | .828 | 1.3 | 1.1 | .4  | .1  | 6.4  |